# Train (Militär)

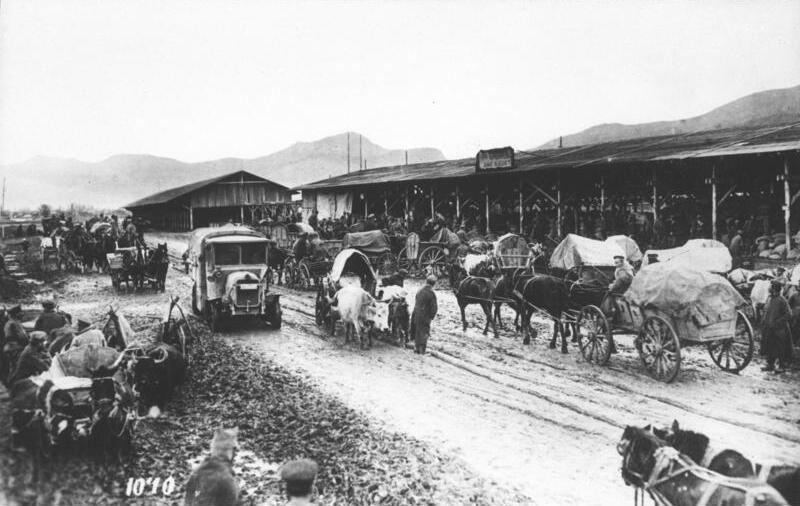
Deutsches Nachschublager mit Trainfahrzeugen in der Etappe in Belgien (vermutlich Herbst 1914)

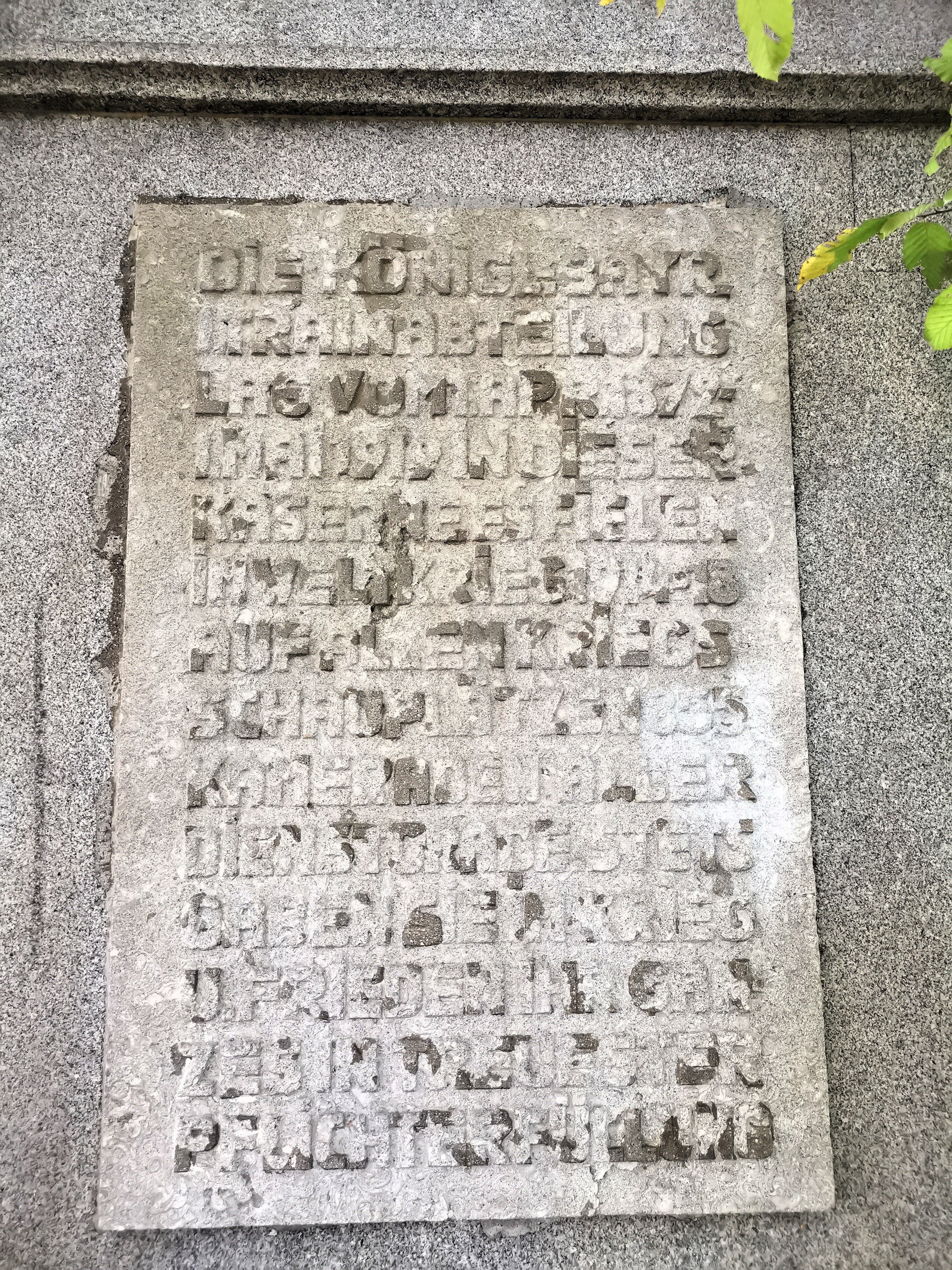
Königlich bayrische Trainabteilung auf einem Denkmal in München

Train (gesprochen [ˈtʀɛ̃ː]; von franz. train „Wagenzug, Tross, Fuhrwesen“) war in der deutschen und französischen Militärsprache zwischen dem 18. und dem frühen 20. Jahrhundert die Bezeichnung für das militärische Transportwesen. Das Wort „Train“ bezeichnet eine Kolonne von Fahrzeugen oder Packtieren, die Material für die Truppen transportiert, oder eine militärische Einheit, die auf den Transport bestimmter Militärgüter wie z. B. Proviant, Munition, Brückengerät, Sanitätsmaterial oder Belagerungsgerät spezialisiert ist. Dabei unterschied man außerdem noch zwischen dem Train der taktischen Einheiten wie etwa Regimentern, Brigaden oder Divisionen und der Heeresadministration, die verschieden ausgerüstet und organisiert waren. Die verschiedenen Aufgaben des Trains übernahmen ab 1920 in der Reichswehr bzw. Wehrmacht und zunächst auch in der Bundeswehr die Nachschubtruppen. Sie werden heute von den Logistiktruppen erledigt.

Maultier- oder Trainkolonne der Schweizer Armee im Ersten Weltkrieg

In der Schweizer und österreichischen Armee finden sich heute noch „Train“ genannte Einheiten. Darunter versteht man heute aber ausschließlich Einheiten, die Transportdienste mit Tragtieren, insbesondere Pferden und Maultieren, zur Verfügung stellen. In der Gebirgstruppe der Bundeswehr geschieht dies durch das Einsatz- und Ausbildungszentrum für Tragtierwesen 230 in der Hochstaufen-Kaserne in Bad Reichenhall. In der Französischen Armee heißen die Versorgungstruppen immer noch Train.

## Zur Entwicklung des Trains

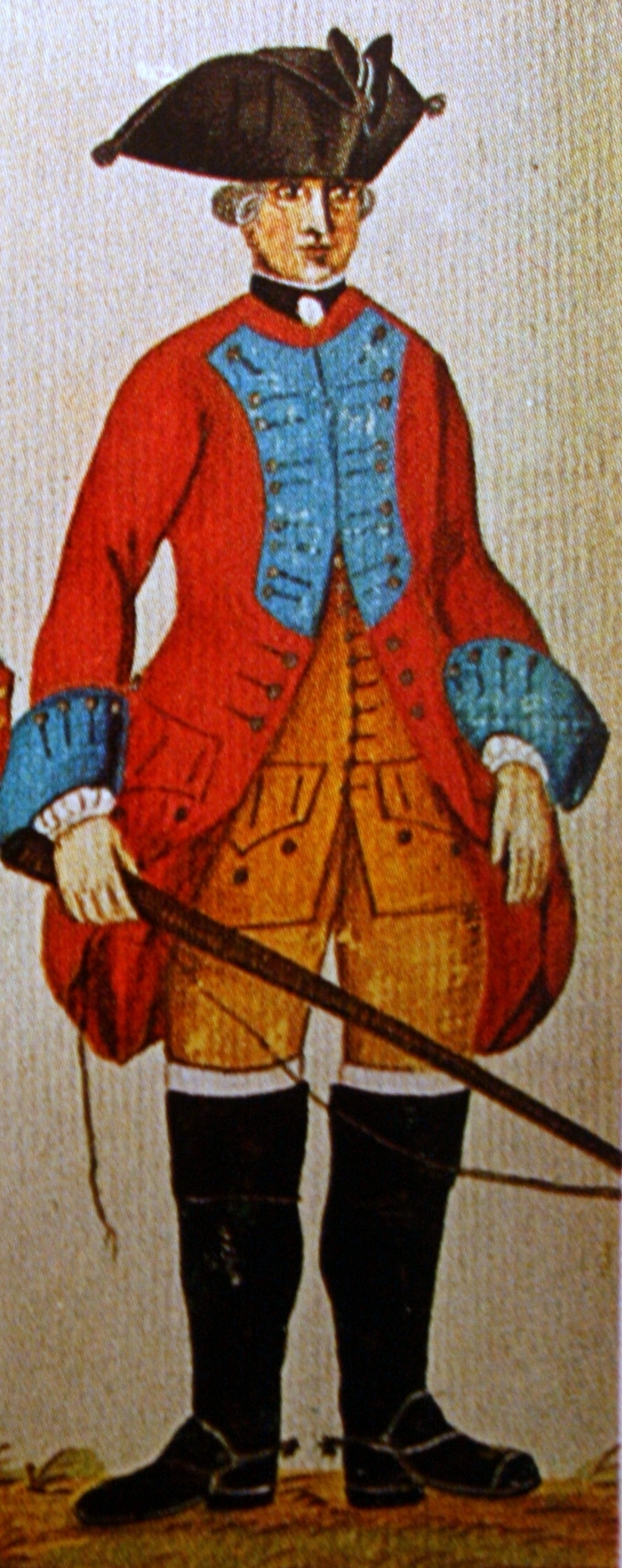
Kurhannoverscher Trainknecht um 1760

Bereits die Heere des Altertums und des Mittelalters wurden während der Kriege von Fuhrwerken des Trosses begleitet, welche die Soldaten mit allen Gütern zu versorgen hatten, die diese zum Kampf brauchten und zum Leben benötigten. Die Fahrzeuge und die Fuhrknechte hatte damals in der Regel die Landbevölkerung der Region zu stellen, durch welche die Armee gerade zog. Dieses Verfahren änderte sich erst allmählich mit dem Aufkommen stehender Heere, als man zumindest ansatzweise begann, den Tross und das Lagerleben militärisch zu organisieren. Trotzdem wurde auch nach dem Dreißigjährigen Krieg noch immer der Tross nach jedem Krieg vollständig aufgelöst, was nicht nur den Aufbau einer inneren Organisation verhinderte, sondern auch die Weitergabe von Erfahrungswerten.
Erst gegen Ende des 18. Jahrhunderts wurde das Fuhrwesen in den größeren Armeen jener Zeit straffer organisiert und erstmals auch spezialisierte Transporteinheiten aufgestellt. Zur Zeit von König Friedrich II. von Preußen wurde auch das Wort „Train“ in die deutsche Militärsprache übernommen. In Österreich sprach man damals – und noch lange Zeit danach – von der „Roßpartei“, wenn man über die Nachschubfahrzeuge und Munitionswagen der Artillerie redete. Während des Krieges mit Preußen wurde in Österreich zwischen 1746 und 1749 das Verpflegungswesen des Heeres durch mehrere neue Gesetze reglementiert. Die Requirierungen von Lebensmitteln auf dem Land sollten durch die verstärkte Anlage von Magazinen und die Maßgabe, den Proviant zum marktüblichen Preis zu kaufen, gemildert werden. Die „Spannpflicht“ für die Landbevölkerung, also die zwangsweise Stellung von Zugtieren, wurde dadurch abgeschwächt, dass die Heeresverwaltung während des Krieges eigene Bespannungsabteilungen für Fuhrwerke aufstellen ließ. Allerdings wurde bis Mitte des 18. Jahrhunderts noch die Roßpartei nach jedem Feldzug wieder aufgelöst. Erst Kaiser Joseph II. schuf 1782 dann mit dem „Militärverpflegsfuhrwesenkorps“ eine dauerhafte Nachschuborganisation und war damit allen anderen Armeen seiner Zeit weit voraus. Das „Militärverpflegsfuhrwesenkorps“ umfasste im Frieden zunächst 18 „Divisionen“, die jeweils rund 150 Mann stark waren und 25 vierspännige Transportwagen sowie 320 Pferde besaßen. Die „Division“ entsprach somit einer Kompanie oder Eskadron des 19. Jahrhunderts. Bei einer Mobilmachung sollten diese Divisionen verstärkt und in ihrer Anzahl vermehrt werden. Zu Beginn der Koalitionskriege im Jahre 1792 wurde die Anzahl der Divisionen auf 96 vermehrt und deren Stärke auf mehr als 200 Mann angehoben.
Allerdings wurde die Entwicklung zur besseren Versorgung der Truppen mit der Umwandlung des Trains in reguläre militärische Einheiten wieder unterbrochen, als die französische Revolutionsarmee den Tross und die Nachschubmagazine kurzerhand abschaffte. Die Soldaten waren damit wieder auf die Requirierung ihres Lebensunterhaltes angewiesen, was in der Praxis jedoch in unkontrollierbare Plünderungen ausartete. Auch die anderen mitteleuropäischen Heere ahmten damals diese Methode nach und schafften zumindest zeitweise ebenfalls Tross und Magazinwesen ab, um die Mobilität der Truppen zu verbessern. Da dies letztlich nur kurzfristig von Vorteil war, reorganisierte der französische Kaiser Napoleon bereits nach 1805 das Nachschubwesen in seiner Grande Armée wieder und schuf bis 1812, also bis zum Beginn des Feldzuges gegen Russland, als dauerhafte Organisation 26 Equipagen-Bataillone (d. h. Train-Bataillone) mit über 6000 Pferde- und Ochsenfuhrwerken, die allerdings für eine Armee von etwa 600.000 Mann unzureichend war. Während der Befreiungskriege wurde jeder preußischen Brigade eine Train-Kompanie zugeteilt.
Im Allgemeinen bestanden die Trains der meisten europäischen Heere auch nach 1815 in Friedenszeiten nur aus kleinen Einheiten, die als sogenannte „Traincadres“ dienten. Sie führten in Preußen den Namen „Trainbataillon“, hießen in Österreich „Trainregiment“ und „Trainescadron“ in Frankreich. Diese „Traincadres“ waren im Frieden, wenn die Armeen nur einen kleinen Train benötigten, vor allem zuständig für die einheitliche Ausbildung von Wehrpflichtigen für den Dienst bei den Trains im Kriegsfall. Zum Train gehörten während des 19. Jahrhunderts auch die Feldpost, der Transport von Kriegskassen und speziell in Frankreich auch der „Armeepark“ oder „Große Park“, welcher der Armee nachfolgte und der unter anderem die Reserveartillerie und diverse Handwerkerkolonnen mit ihren mobilen Werkstätten mit sich führte.

## Das Fuhrwesen in Österreich während des 19. Jahrhunderts
Das bereits von Kaiser Joseph II. ursprünglich unter der Bezeichnung Militärverpflegsfuhrwesenkorps errichtete Militärfuhrwesen-Korps besaß Vorbildcharakter für die Errichtung des preußischen und französischen Trainwesens, auch wenn es danach eine eigene Entwicklung nahm.
Das österreichische Militärfuhrwesen-Korps teilte sich nach dem Ende der napoleonischen Kriege grundsätzlich in eine Bespannungsdivision für die Zugtiere, die Fuhrknechte, das Geschirr, die Hilfsfahrzeuge und alle dafür notwendigen Einrichtungen, wie zum Beispiel die Schmiede und eine Transportdivision, wobei in jedem der Kronländer mindestens jeweils eine Bespannungsdivision und eine Transportdivision stationiert waren. Das gesamte Fuhrwesen unterstand einem Fuhrwesen-Korpskommando in Wien. Im Jahr 1850 wurden die Bespannungsdivisionen allerdings wieder vom Militärfuhrwesen-Korps getrennt und die Bespannungen den einzelnen Waffengattungen zugewiesen.
Nach der Niederlage im Deutschen Krieg 1866 und dem Österreichisch-Ungarischen Ausgleich 1867 umfasste das Militärfuhrwesen-Korps um 1878 als Friedensetat: 36 Fuhrwagen-Feld-Eskadronen, 6 Fuhrwagen-Ergänzungs-Eskadronen, 6 Fuhrwesen-Material-Depots sowie 7 Fuhrwerksdetachements. Diese sollten im Kriegsfall für jedes Armeekorps auf je ein Armeekorps-Fuhrwesen-Kommando erweitert werden. Außerdem sollten jeder Truppendivision, jedem Armeekorps, jedem Armeeoberkommando und jeder Armee-Intendanz eine Fuhrwagen-Feld-Eskadron zugewiesen werden. Darüber hinaus sollte noch jedes Armeekorps eine Kriegsbrücken-Equipagen-Eskadron samt Bespannung erhalten. Die Fuhrwagen-Feld-Eskadron entsprach in etwa einer Kompanie von der Infanterie.
Mit der Aufstellung von je einem Trainbataillon pro (Friedens-)Armeekorps organisierte Österreich-Ungarn 1910 sein Trainwesen schließlich ähnlich wie das Deutsche Heer.
Weitere Entwicklung des Militär-Fuhrwesens in Österreich-Ungarn im frühen 20. Jahrhundert: 

## Preußen und Deutsches Reich im 19. und frühen 20. Jahrhundert

### Bagagen und Train
Bei den Bagagen, abgeleitet vom französischen Wort Bagage für Gepäck, des Heeres handelte es sich ursprünglich um die Gepäckwagen mit der persönlichen Habe der Soldaten. Später wurde mit der Bagage auch die gesamte Ausrüstung für die Handwerker wie Sattler, Schmiede, Schneider und Schuster, die Kompanieschreibstube sowie die Lebensmittel und das Futter für den unmittelbaren Bedarf mitgeführt.
Auch im Heer des Kaiserreichs nach 1871 unterschied man noch immer grundsätzlich zwischen der Bagage und dem Train. Nach der Dienstanweisung von 1908 dienten die Bagagen „dem engeren Wirtschaftsbetrieb der Truppe“. Die Fuhrwerke der Bagagen hatten danach alles zu transportieren, was die Truppen in den Ruhephasen oder während eines Gefechtes für den ersten Bedarf benötigen, wie dem persönlichen Gepäck, der Ausrüstung, Geräte, Lebensmittel, dem Futter für die Pferde und der Munition. Weiter führten sie auch die notwendigen Mittel für die Erstversorgung von Verwundeten und Kranken mit sich. Die Bagage, welche die Truppen begleitete, machte diese für kurze Zeit, in der Regel drei Tage, vom Nachschub unabhängig. Zu diesem Zweck besaß 1914 beispielsweise jedes Infanteriebataillon 19 Wagen und aus diesem Grund gehörten die Munitionskolonnen der Artillerie, die Munition für den unmittelbaren Bedarf für größeres Gefecht mit sich führten, einschließlich der mobilen Feldküchen, nicht zum Train, sondern zu den entsprechenden Einheiten.
Im Gegensatz zur Bagage brachte der Train alles heran, was die Armee für die längerfristige Versorgung und Unterhalt benötigte. Daher hatten die Wagen der Bagage die Truppen aufs Gefechtsfeld zu begleiten, während der Train der Armee nur bis zu einem rückwärtigen Versorgungspunkt folgte. Die Bagage diente folglich als Transportmittel der Truppen, der Train war für den Nachschub und die längerfristige Versorgung der Armee zuständig. Für die Eigenversorgung besaßen jedoch nicht nur die eigentlichen Feldeinheiten Infanterie, Kavallerie oder Artillerie, sondern auch die Kolonnen bzw. im Frieden die Kompanien des Trains zusätzlich über vier oder fünf Bagagewagen zum Transport ihres alltäglichen Bedarfs.

### Friedensorganisation des Trains vor 1914

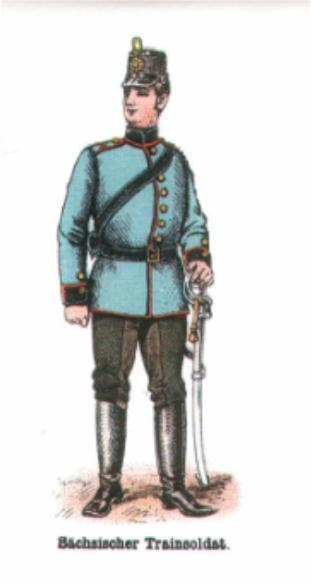
Sächsischer Trainsoldat 1901

Im Deutschen Heer, das nach der Gründung des Deutschen Reichs 1871 fast vollständig die preußische Heeresorganisation übernahm, unterstand im Frieden jedem Armeekorps jeweils ein Trainbataillon zu drei Kompanien. Jedes Trainbataillon führte dieselbe Nummer wie das Armeekorps, dem es unterstellt war; das Trainbataillon des „Gardekorps“ hieß „Gardetrainbataillon“. Bei dem 1. und 2. bayerischen Trainbataillon war die 3. Kompanie jeweils eine Sanitätskompanie. Zu jedem Trainbataillon gehörte ein Traindepot mit zwei Offizieren. Die einfachen Soldaten des Trains hießen Trainsoldaten oder Trainfahrer, vor 1800 Trainknechte oder Trossbuben genannt, und hatten einen kürzeren Wehrdienst zu absolvieren als die übrigen Truppen, im Deutschen Heer vor 1914 statt drei bzw. zwei nur eineinhalb Jahre. Zu den Truppen des Trains gehörten auch die Sanitätskompanien, die Feldlazarette, die Feldbäckereien, der „Ballontrain“, der das Material und das Gas für die Luftschiffer transportierte, und später auch die in besonderen Transporteinheiten organisierten motorisierten Kraftfahrkolonnen. Das medizinische Personal der Sanitätskompanien und der Feldlazarette, insbesondere die Ärzte und Apotheker, gehörten nicht zum Train, sondern zum „Sanitätscorps“.
Die Truppen waren im Frieden in Kasernen untergebracht, wo sie vollständig versorgt wurden. Daher war ein Train im selben Umfang wie „im Feld“ nicht notwendig. So galten die Trainbataillone der 1914 vorhandenen 25 (Friedens-)Armeekorps in erster Linie als Ausbildungseinheiten für die Train-Einheiten, die im Mobilmachungsfall zusätzlich aufzustellen waren. Diese sollten sich aus Reservisten der Trainbataillone und der Kavallerie zusammensetzen und mit dem Material ausgerüstet werden, das für den Kriegsfall in den Traindepots lagerte. Außerdem hatten sie das in den Traindepots untergebrachte Material zu verwalten und zu pflegen. Die Traindepots dienten in erster Linie zur Unterbringung des Materials, das für die Ausrüstung des zusätzlichen Trains im Mobilmachungsfall vorgesehen war; darüber hinaus lagerten dort beispielsweise auch die Pontons für Schiffsbrücken und das schwere Belagerungsgerät. Sah man um 1860 auf eine Armee von 100.000 Mann noch etwa 2500 bis 3000 Fuhrwerke vor, so rechnete man 1914 mit rund 7000 Fahrzeugen auf 100.000 Mann, aber nach Kriegsausbruch musste auch diese Zahl noch erhöht werden. Die für die Bespannung der Fuhrwerke notwendigen Pferde bei einer Mobilmachung hatten die Remonten der Kavallerie zu stellen.
Die preußischen Trainbataillone waren taktisch einem Armeekorps unterstellt, aber zur Vereinheitlichung und Überwachung der Ausbildung wurden sie außerdem ab 1902 fachlich der Train-Inspektion in Berlin zugeordnet, die in vier Traindirektionen untergliedert war. Der Traininspekteur besaß als Generalmajor den Rang eines Brigadekommandeurs, dem außer einem Adjutanten noch ein kleiner (Brigade-)Stab zugeordnet war. Die Sitze der vier ihm untergeordneten Traindirektionen befanden sich in Danzig, Berlin, Kassel und Straßburg. Die Traindirektoren besaßen den Rang eines Obersts oder Oberstleutnants und hatten gegenüber den Bataillonen sowie dem Personal des Traindepots die Disziplinargewalt eines Regimentskommandeurs. Zu jeder Traindirektion gehörte außer dem Adjutanten des Direktors noch ein Major oder Hauptmann.
Die bayerischen, sächsischen und württembergischen Trainbataillone unterstanden taktisch ebenfalls ihrem jeweiligen Armeekorps, waren aber fachlich zu Ausbildungszwecken den Feldartilleriebrigaden ihrer jeweiligen Armee, in deren Bereich sie stationiert waren, zugeordnet. Die bayerischen Traindepots unterstanden der Artillerie- und Traindepotdirektion in München, die sächsischen und württembergischen Traindepots dem jeweiligen Trainbataillon der beiden Staaten.

### Der Train zwischen 1914 und 1918

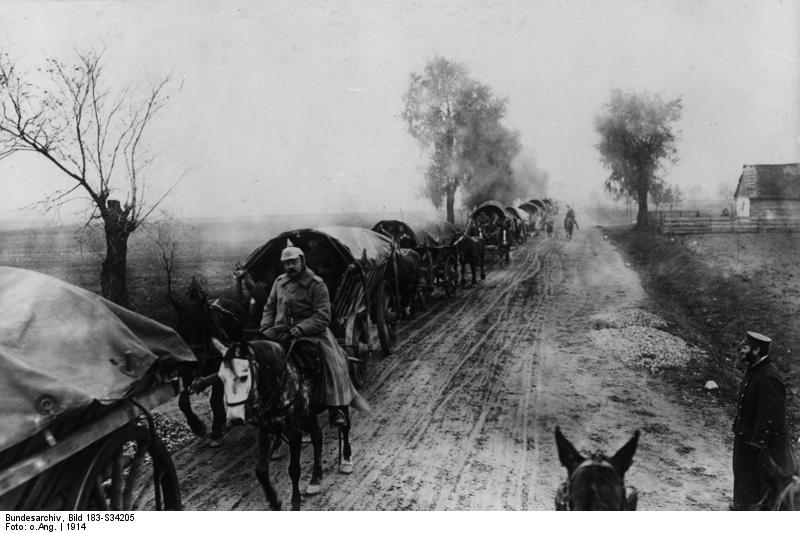
Deutsche Trainkolonne an der Ostfront des Ersten Weltkriegs

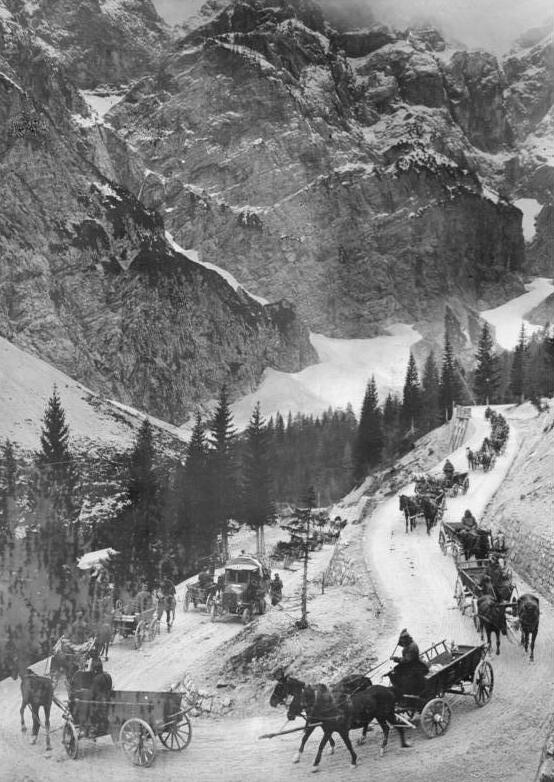
Trainkolonne auf einer Gebirgsstraße am Moistroka-Pass während der Isonzoschlacht im Oktober 1917

War der Train vor dem Krieg zwar eine eigene Waffengattung, so wurde diese bei der Mobilmachung praktisch aufgelöst. Die zunächst noch in geschlossenen Formationen ausrückenden Train-Eskadronen wurden im Aufmarschgebiet an der Grenze auf noch behelfsmäßige Magazin-Fuhrpark-Kolonnen verteilt, die sich zu einem beträchtlichen Teil aus requirierten Fuhrwerken zusammensetzten. Die Trainsoldaten in den Kolonnen verfügten im Herbst 1914 über keine eigenen Feldküchen und hatten weder Zelte noch Schusswaffen. Erst im Verlauf des Krieges wurde der Train auch damit ausgerüstet.
Nach der Mobilmachung wurden im August 1914 rund 480 Munitionskolonnen, 150 Proviantkolonnen, 300 Fuhrparkkolonnen für das Futter der Zug- und Reittiere, 60 Pferdedepots, 120 Feldbäckereien, Etappen-Bäckerei-Kolonnen, Hilfsetappen-Bäckerei-Kolonnen, etwa 110 Sanitätskompanien und fast 400 Feldlazarette aufgestellt. Die Zahlen sind nur Zirkaangaben, da die Anzahl der Einheiten bereits im August und September 1914 durch weitere Neuaufstellungen rasch anstieg. Eine „Kolonne“ des Trains entsprach in etwa einer Kompanie der Infanterie. Sie besaßen zwischen 20 bei Fußartilleriemunitionskolonnen und 60 bei Magazinfuhrparkkolonnen zwei-, vier- oder sechsspännigen Fuhrwerken, je nachdem welche Art von Gütern sie vornehmlich zu transportieren hatten. So waren z. B. alle Munitionswagen zu Beginn des Krieges schwere sechsspännige Fuhrwerke. Außerhalb dieser Organisation blieben zunächst die Kraftwagenkolonnen, die zu Beginn des Krieges als „Armeetruppen“ direkt den Armeeoberkommandos unterstellt waren, um schwere strategische Güter und bald auch Truppen rasch transportieren zu können. Erst im Verlauf des Krieges wurden alle Transport- und Nachschubeinheiten unter ein einheitliches Kommando zusammengefasst – abgesehen von den Eisenbahnen, die bis 1918 eigenständig unter dem Befehl des „Chefs des Feldeisenbahn-Wesens“ standen.
Nach den Mobilmachungsplänen wurden jedem Armeekorps zunächst vier der neuen Trainabteilungen zugeteilt, je zwei Munitions-Kolonnen-Abteilungen und zwei Train-Abteilungen, die zusammen etwas über 6000 Mann stark waren. Die beiden Munitions-Kolonnen-Abteilungen umfassten in der Regel 20 Munitionskolonnen, die beiden Trainabteilungen sechs Proviantkolonnen für die Lebensmittelsversorgung und sieben Fuhrparkkolonnen für Pferdefutter, zwei Pferdedepots sowie zwölf Feldlazarette. Die beiden Feldbäckereikolonnen, der Korpsbrücken-Train und die Sanitätskompanien blieben außerhalb der Trainabteilungen.
Die Munitionskolonnen der Artillerie gehörten nicht zum Train, sondern waren integrale Bestandteile der Artillerieeinheiten. Sie besaßen überdies eine andere Gliederung als die Kolonnen des Trains und sie verfügten außerdem über weniger Fahrzeuge. Allerdings gehörten die zu Kriegsbeginn aufgestellten Bespannungsabteilungen der preußischen Telegraphen- oder Fußartilleriebataillone zunächst noch dem Train an, aber auch sie wurden ab 1915 den Nachrichtentruppen bzw. der Artillerie zugeteilt und gehörten danach ebenfalls nicht mehr zum Train. Der Brückentrain wurde militärisch den Pionieren, die Sanitätskompanien den Divisionen zugeteilt.
Die Kolonnen bestanden nur zu einem geringen Teil aus aktiven Soldaten, sondern überwiegend aus älteren Reservisten, dazu requirierten Pferden und Fuhrwerken. Bis Ende 1918 erhöhte sich die Anzahl der Einheiten des Trains durch zahlreiche weitere Neuaufstellungen. Die innere Organisation des Trains musste während des Krieges mehrfach grundlegend verändert werden, da vorher niemand den Stellungskrieg und die monatelangen Materialschlachten vorausgesehen hatte. So wurden bereits im Mai 1915 die Munitionskolonnen und der übrige Train der Armeekorps organisatorisch unter einem Kommandeur der Munitionskolonnen und des Trains zusammengefasst und statt nach spezialisierten „Abteilungen“ nunmehr in gemischten „Staffeln“ gegliedert, wobei jeder Division meist eine dieser Staffeln zugeteilt wurde. Im November 1916 wurden auf der Ebene der Armeen alle Transport-, Nachschub- und sonstigen Versorgungseinheiten zusammengefasst. In der Folge wurde das Unterstellungsverhältnis dieser Einheiten immer mehr von den Divisionen und Armeekorps gelöst und zu Armeetruppen umgestaltet.
Bereits ab der zweiten Hälfte des Jahres 1915 wurden die Kolonnen des Trains, deren Wagenpark meist dem jeweiligen Verwendungszweck angepasst war, zunehmend mit einheitlichem Wagenmaterial ausgerüstet. Dadurch wurden die bis dahin stark spezialisierten Einheiten allmählich in „Einheitskolonnen“ umgewandelt, die Güter jeder Art nach Bedarf befördern konnten. Die Einheitskolonnen verfügten meist über 48 Fuhrwerke, in der Regel den leichten Feldwagen 95 mit einer Traglast von 750 Kilogramm. Diese ersetzten den wesentlich schwereren Packwagen 87 mit einer Traglast von 850 Kilogramm und die requirierten Bauernfuhrwerke. Auch die „Munitionskolonnen neuer Art“ wurden zunehmend mit diesem Wagen ausgerüstet, behielten aber neben 25 Feldwagen mindestens noch zwölf schwere Munitionswagen. In Gebirgsregionen wurde ab 1916 auch der „kleine Feldwagen 16“ mit 450 Kilogramm Traglast oder Tragtierkolonnen eingesetzt. In Mesopotamien, Syrien und im Kaukasus wurden sogar Kamelkolonnen eingesetzt. Die verschiedenen Kolonnen wurden nun mit durch das ganze Heer fortlaufenden Nummern bezeichnet. Die wirtschaftliche Unterstellung der Sanitätskompanien, der Feldlazarette und der Pferdelazarette unter den Train wurde erst 1917 aufgehoben; seitdem werden diese Einheiten immer von einem Sanitätsoffizier, also Ärzten geführt.

## Schweiz

Maultierkolonne der Schweizer Armee an einem Depotplatz im Ersten Weltkrieg

Die Train-Einheiten der Schweizer Armee werden zumeist zum Materialtransport per Pferd eingesetzt und gliedern sich in vier aktive und zwei inaktive Train-Kolonnen (Abkürzung: Tr Kol, inaktiv: sogenannte Reserve). Die Bezeichnung Kolonne ist dem Begriff Kompanie bzw. Batterie in etwa gleichzusetzen.
Als Trainpferde werden in der Schweiz fast ausschließlich Freiberger Pferde eingesetzt, einzige Ausnahme sind die Maultiere. Reitpferde der Trainoffiziere sind meist Schweizer Warmblutpferde. Als zusätzliche Möglichkeit können von Traineinheiten speziell geschulte berittene Patrouillensoldaten eingesetzt werden. Damit können zum Beispiel Grenzpatrouillen in unwegsamem Gelände durchgeführt werden.
Entweder wird der Bastsattel zum Säumen oder der Infanteriekarren verwendet, ein kleiner einachsiger Wagen mit starrer Schere.

### In der Armee 61
In der Struktur der Armee 61 von 1961 bis 1994 hatte der Schweizer Train, zusätzlich zu den zunächst noch bestehenden drei Regimentern Kavallerie, rund 10.000 Pferde und Maultiere. Diese waren auf 54 Kompanien aufgeteilt (51 Trainkolonnen, sowie zusätzlich 3 Sanitätstrainkolonnen in den drei Gebirgsdivisionen).

### Einsatzgebiete des Train heute
Der Train kann in allen Gebieten eingesetzt werden, die mit motorisierten Transportmitteln nicht oder schwer erreichbar sind. Dies ist vor allem im Gebirge der Fall. Auch kann er zur Unterstützung ziviler Organisationen bei Notlagen eingesetzt werden, etwa wenn Transportwege durch Katastrophen unpassierbar geworden sind. Der Train ist witterungs- und tageszeitunabhängig, was seinen Vorteil gegenüber dem Hubschrauber ausmacht. Eine häufige Aufgabe des Train besteht außerdem im sogenannten Holzrücken in Gebirgswäldern, das ist das Schleppen von geschlagenem Holz in steilem Gelände bis zu fahrbaren Straßen.

### Ausrüstung des Trainpferdes
Die normale Ausrüstung für ein Trainpferd besteht entweder aus:
- Bastsattel mit drei Lastgestellen, eine Oberlast und zwei Seitenlasten für das Säumen oder
- Geschirr mit Brustblatt und Zugstrangen und
- Trainzaum mit Olivtrense und
- Infanteriekarren oder
- Englisch Kumet oder Bündnergeschirr zum Holzrücken oder
- Ordonnanzsattel für Offiziere, für Unteroffiziere und Patrouillenreiter zusätzlich mit Gewehrhalfter.

### Trainsoldat
Der Trainsoldat ist der Pferdeführer und in dieser Funktion für das Pferd verantwortlich. Zu den Grundsätzen der Ausbildung gehört der Leitsatz „zuerst das Pferd, dann der Soldat“.
In der Armee XXI dauert die Rekrutenschule 18 Wochen. Die Schule befindet sich im Kompetenzzentrum Veterinärdienst und Armeetiere (Kaserne Sand) in Schönbühl bei Bern. Dieses ist dem Lehrverband Logistik unterstellt. Bis zum Jahr 2003 gehörte der Train nach dem Konzept Armee 95 noch zu den Gebirgstruppen der Infanterie und die Ausbildung erfolgte bis 2003 in der Kaserne Luzisteig bei Maienfeld.